# Monika Gajdová
Monika Gajdová (* 1990 Varšava) je polská juniorská reprezentantka v orientačním běhu. Mezi její největší úspěchy patří třetí místo ze sprintu na juniorském mistrovství světa 2010 v dánském Aalborgu. V současnosti běhá za polský klub UNTS Warszawa.

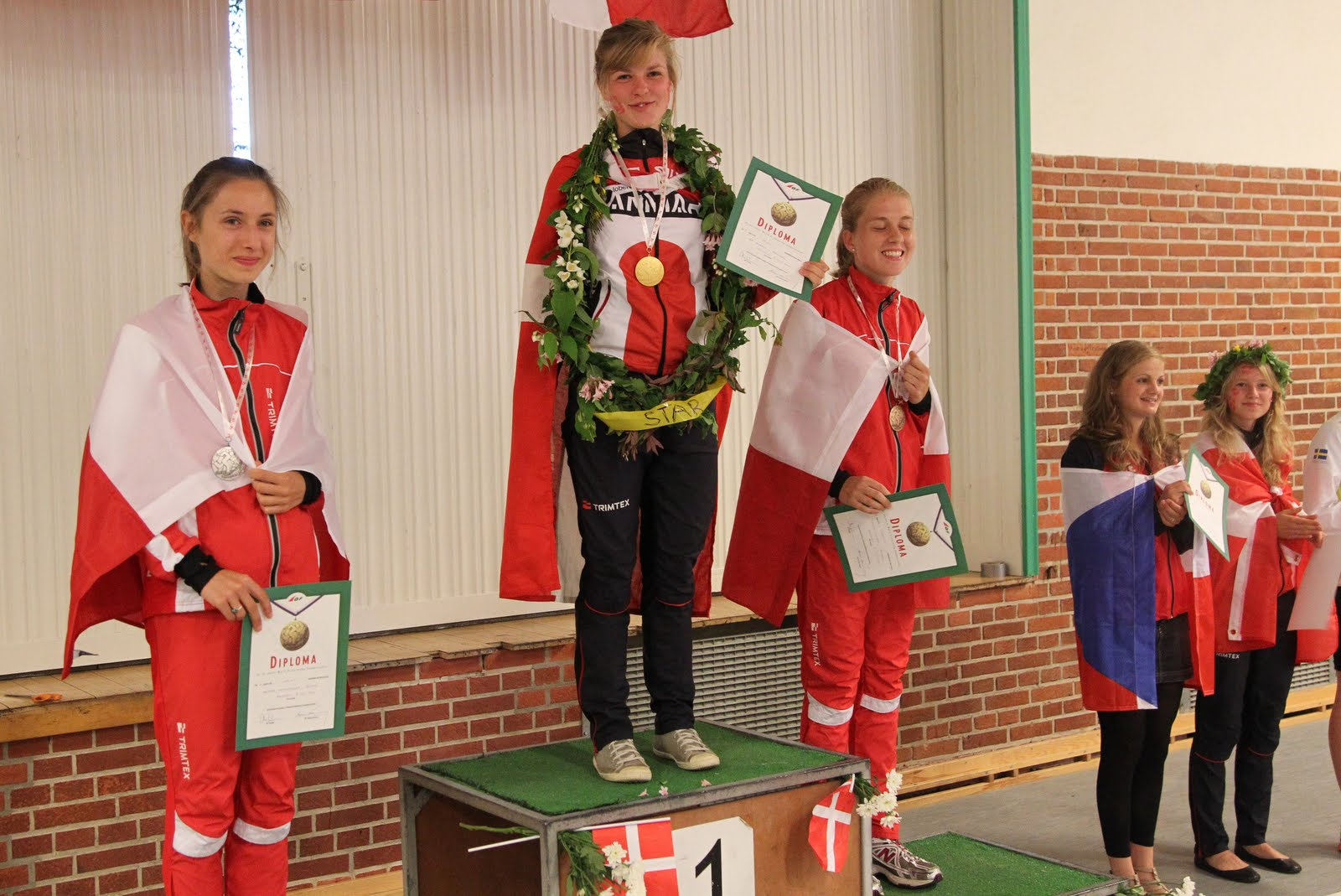
Medailistky ze sprintu JWOC 2010 (zleva: Hanna Wisniewská, Ida Bobachová, Monika Gajdová)

## Sportovní kariéra
| Přehled úspěchů na Mistrovství světa juniorů | Přehled úspěchů na Mistrovství světa juniorů | Přehled úspěchů na Mistrovství světa juniorů | Přehled úspěchů na Mistrovství světa juniorů | Přehled úspěchů na Mistrovství světa juniorů |
| Mistrovství světa juniorů                    | Sprint                                       | Middle                                       | Long                                         | Štafety                                      |
| -------------------------------------------- | -------------------------------------------- | -------------------------------------------- | -------------------------------------------- | -------------------------------------------- |
| Göteborg 2008                                | 18. místo                                    | 46. místo                                    | 84. místo                                    | 15. místo                                    |
| San Martino 2009                             | 23. místo                                    | X                                            | X                                            | 9. místo                                     |
| Aalborg 2010                                 | 3. místo                                     | 35. místo                                    | 5. místo                                     | 4. místo                                     |